# Fusiulus hirosominus
Fusiulus hirosominus är en mångfotingart som beskrevs av Carl Graf Attems. Fusiulus hirosominus ingår i släktet Fusiulus och familjen kejsardubbelfotingar. Inga underarter finns listade i Catalogue of Life.